# Abutzu
Abutzu è un cognome di lingua sarda.

## Varianti
Il cognome non presenta varianti.

## Origine e diffusione
Cognome tipicamente sardo, è presente prevalentemente a San Sperate e Selargius.
Potrebbe derivare dal termine abuzu, "uccelli rapaci".